# Stroewo
Stroewo (bułg. Строево) – wieś w południowej Bułgarii, w obwodzie Płowdiw, w gminie Marica.
Wieś znajduje się w dolinie rzeki Pjasycznik.

## Galeria

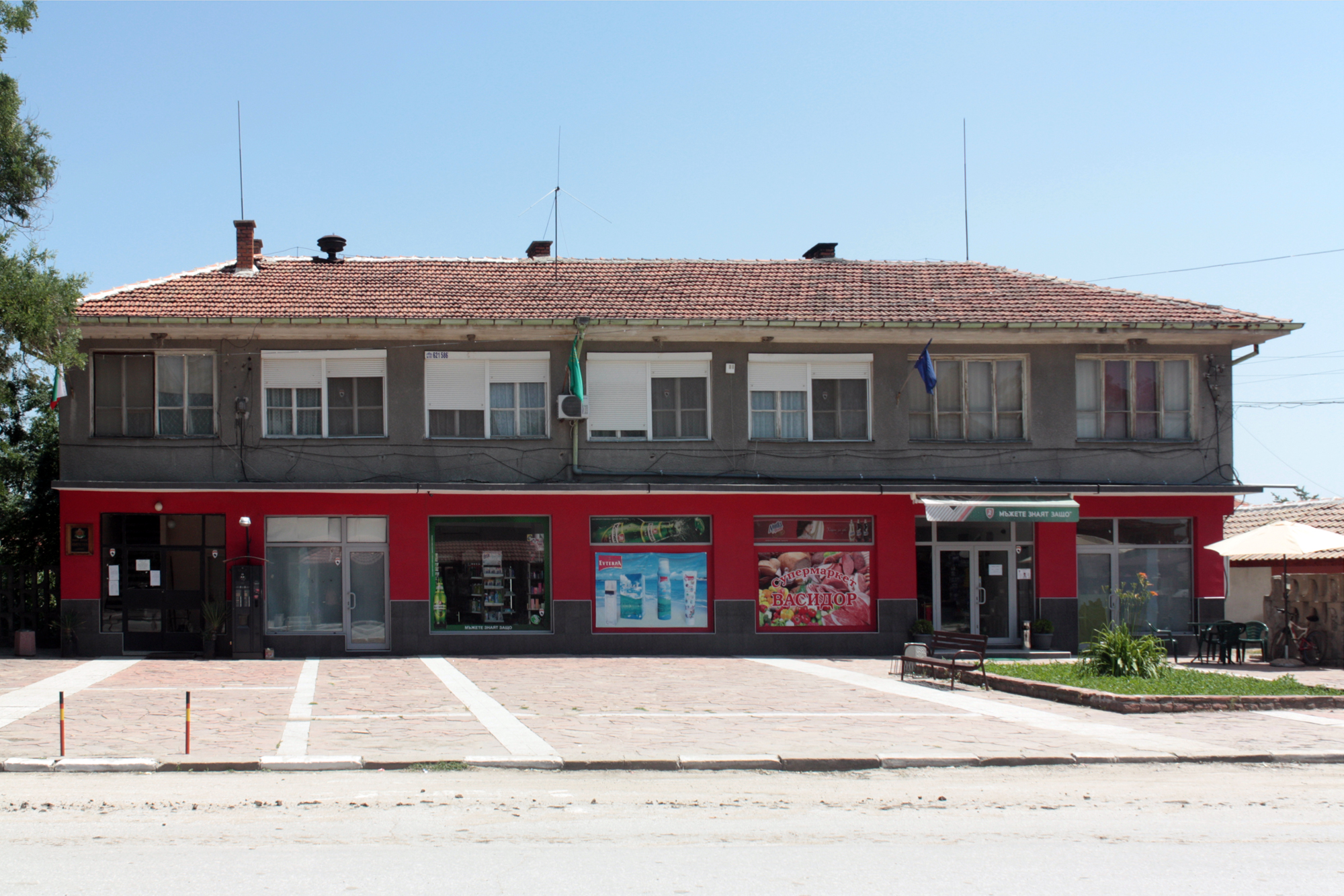
Kmetstwo
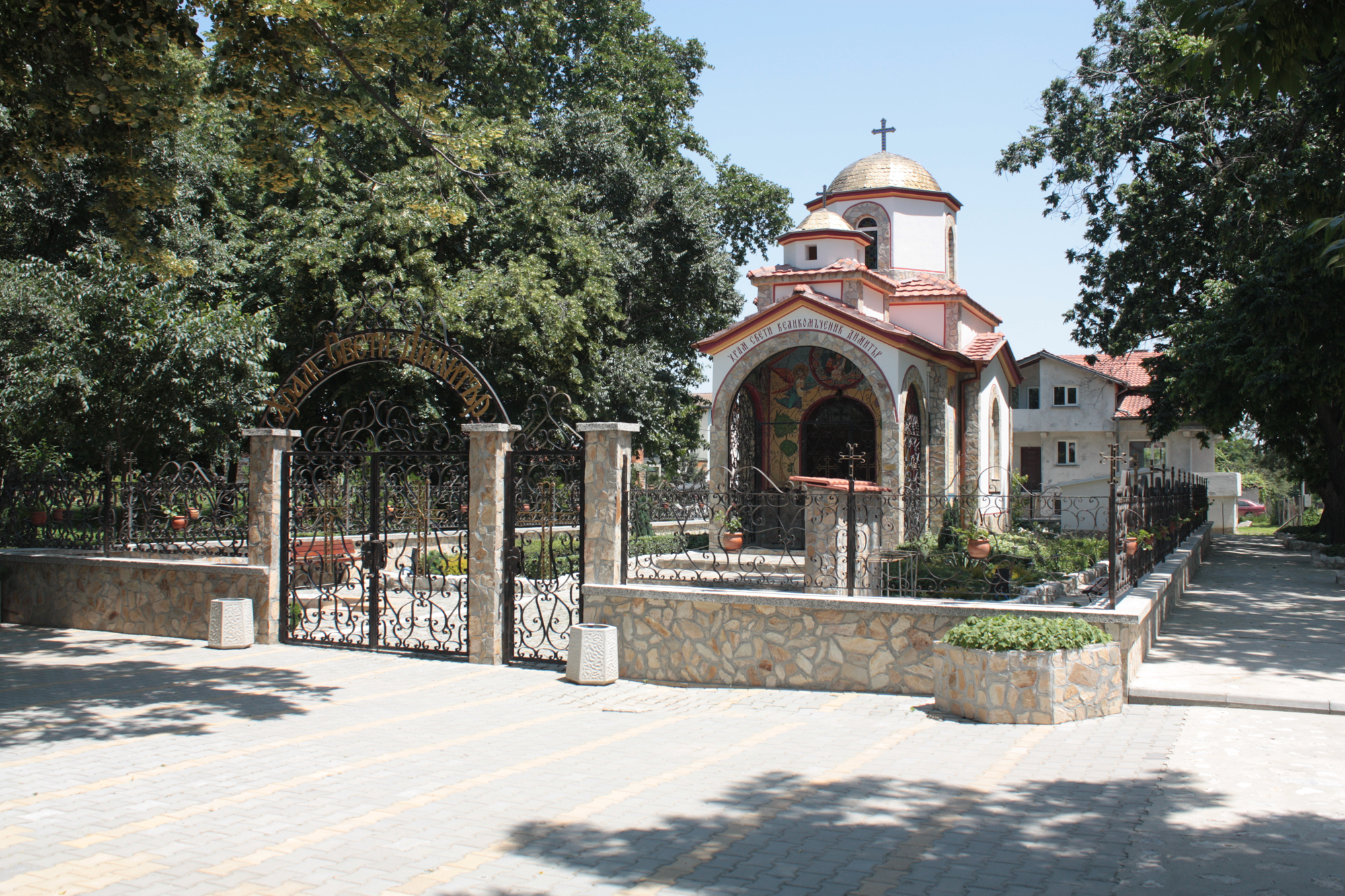
Cerkiew
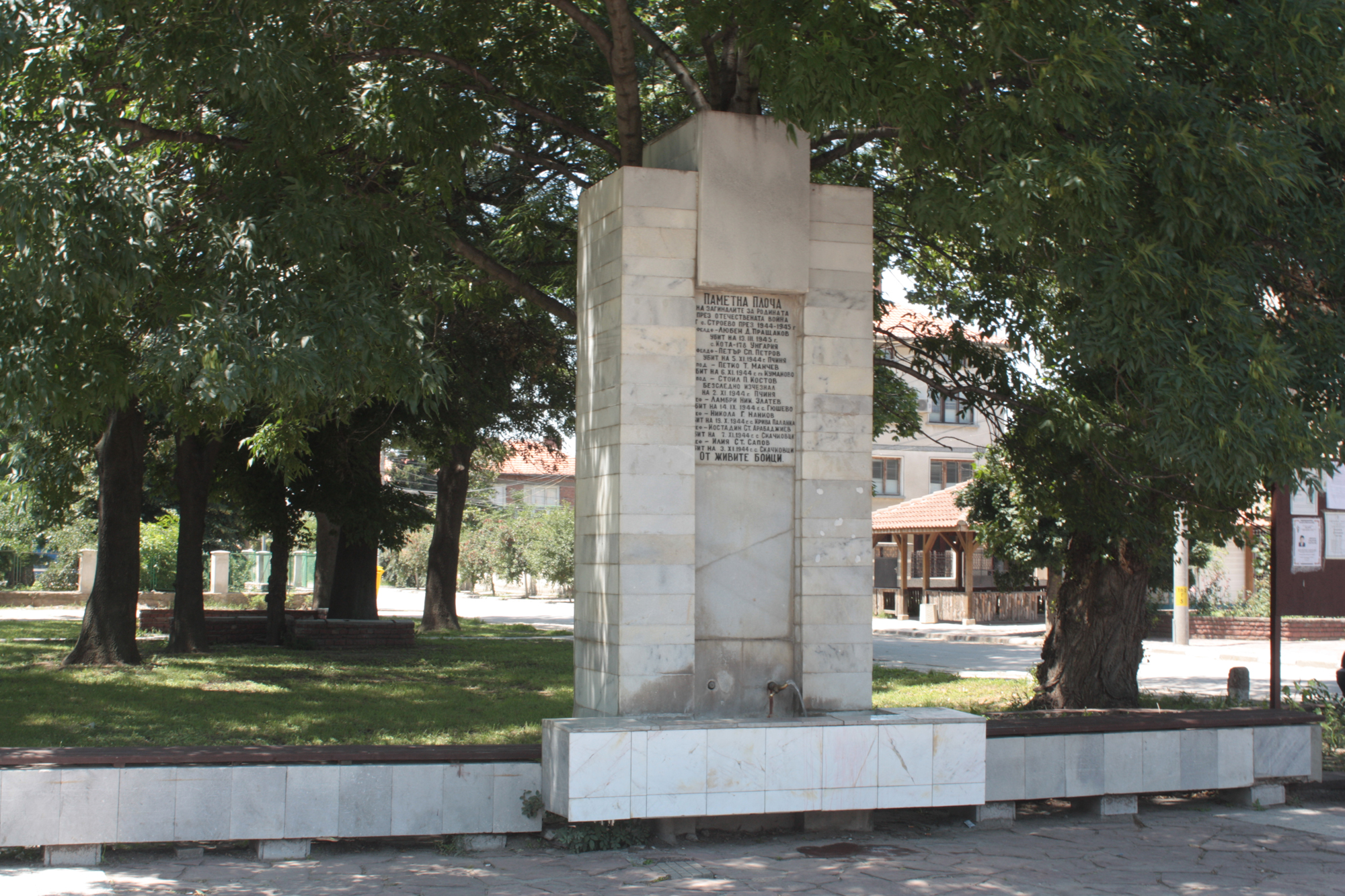
Pomnik poległych w II wojnie światowej
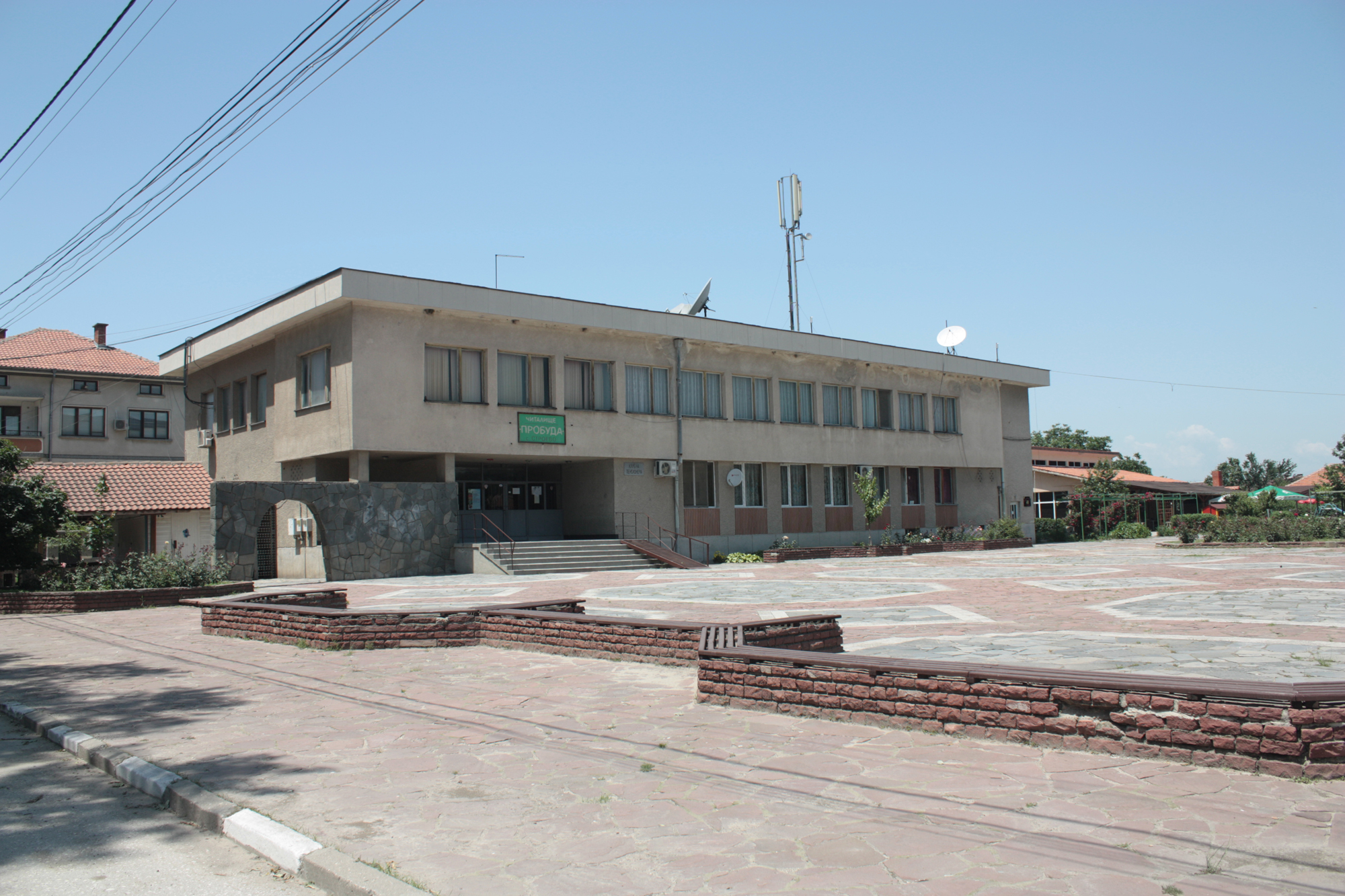
Biblioteka "Probuda"